# Электронная литография
Электро́нно-лучева́я литогра́фия — метод нанолитографии с использованием электронного пучка.

## Принцип метода
Электронный пучок, остросфокусированный с помощью магнитных линз на поверхность слоя полимера (резиста), чувствительного к электронному облучению, прорисовывает на нем скрытое изображение, которое обнаруживается после обработки резиста в проявителе. Облучение потоком электронов резиста меняет степень растворимости полимера в растворителе (проявителе). Экспонированные участки резиста с записанным на них изображением, смываются с помощью проявителя. Через полученные окна в плёнке резиста производится вакуумное напыление подходящего материала, например, нитрида титана или металлов, или ионное травление. Позднее в технологическом процессе неэкспонированный резист также смывают другим растворителем.
Перемещение электронного пучка по поверхности осуществляется изменением токов в отклоняющих магнитных системах, управление токами производится компьютером. В некоторых установках также меняется форма и размеры пятна электронного пучка.
После многоступенчатого технологического процесса получается фотошаблон-маска для использования в фотолитографии и других нанотехнологических процессах, например, в технологии реактивного ионного травления.
Электронная литография позволяет на нынешнем уровне развития технологии в рекордных экспериментальных установках получать структуры с разрешением менее 1 нм, недостижимое для жесткого ультрафиолетового излучения, благодаря более короткой де-Бройлевской длине волны электронов по сравнению со светом (см. Волновая механика).
Электронная литография является основным методом получения масок для использования в последующей фотолитографии при производстве монолитных микросхем (в том числе масок для проекционной фотолитографии при массовом производстве сверхбольших микросхем).
Альтернативным способом создания масок является лазерная технология, однако эта технология имеет меньшее разрешение.
Также электронная литография, имеющая невысокую производительность, используется при производстве единичных экземпляров электронных компонентов с нанометровым разрешением в промышленности и в научных исследованиях.

## Разрешение в электронной литографии
На разрешение деталей рисунка при записи влияют как размер электронного пучка, так и процессы взаимодействия электронного пучка с резистом.

### Размер электронного пучка

Влияние хроматической, сферической аберраций и дифракции на размер электронного пучка

На диаметр электронного пучка {\displaystyle d_{g}} влияют несколько факторов: размер источника электронов {\displaystyle d_{v}} и коэффициент масштабирования электронной фокусирующей системы {\displaystyle M^{-1}}.
Эти параметры связаны между собой формулой:
{\displaystyle d_{q}=d_{v}/M^{-1}}.
Длина волны электрона {\displaystyle L} зависит от ускоряющего потенциала {\displaystyle V_{b}} и равна {\displaystyle L=1,2/V_{b}^{1/2}} нм. Для ускоряющего напряжения 10 кВ длина волны электрона составляет 12,2 пм, и, соответственно, разрешение системы, ограниченное дифракцией, равно:
{\displaystyle d_{d}=0,6L/a},
где {\displaystyle a} — половина угла фокусировки пучка.
В реальных системах магнитные линзы имеют сферическую {\displaystyle d_{s}} и хроматическую {\displaystyle d_{c}} аберрации. Сферическая аберрация возникает вследствие различия фокусного расстояния для электронов движущих по оси и на периферии пучка. Разброс скоростей электронов в пучке приводит к хроматической аберрации — электроны с разной начальной скоростью фокусируются на разных расстояниях.
Для уменьшения сферической аберрации применяют апертурное ограничение пучка — диафрагмы, обрезающие периферийные электроны. Но при диафрагмировании пучка уменьшается его ток.
Таким образом, разрешение, определяемое свойствами электронного пучка, имеет вид:
{\displaystyle d=(d_{g}^{2}+d_{s}^{2}+d_{c}^{2}+d_{d}^{2})^{1/2}}.
На рисунке показана зависимость размера пучка от угла фокусировки с учётом всех видов искажения размеров пучка.

### Ухудшение разрешения из-за нелинейных процессов при взаимодействии электронного пучка с резистом

Схема взаимодействия первичного электрона пучка с подложкой (слоем резиста). Вторичные выбитые электроны паразитно экспонируют близлежащие участки резиста.

Конечное разрешение электронной литографии определяется не только диаметром сфокусированного пучка, а ещё характером его взаимодействия со слоем резиста. Соударение электронов первичного, высокоэнергетического пучка электронов (красная линия) с атомами материала резиста порождает в нём затухающую лавину вторичных выбитых электронов (синии линии), вторичные электроны паразитно «засвечивают» резист. В результате экспонированное пятно в плёнке резиста оказывается в несколько раз больше по размеру относительно диаметра электронного пучка.
Для снижения энергии лавины вторичных электронов, и, соответственно, уменьшения размера экспозиционного пятна, необходимо уменьшать энергию электронов пучка, то есть — снижать ускоряющее напряжение электронной пушки. Но при снижении ускоряющего напряжения ухудшается фокусировка пучка. Поэтому практически выбирают компромиссную величину ускоряющего напряжения — для обеспечения наилучшего разрешения при применённой толщине слоя резиста и его свойствах.

## Принципы записи рисунка на образце[7]
В настоящее время (2015 г.) запись скрытого изображения в плёнке резиста на поверхности образца может осуществляться тремя возможными методами:
- растровым способом;
- векторным способом;
- записью электронным пучком с изменяющимся размером и формой сфокусированного пятна.

Растровая запись
Этот вид записи аналогичен считыванию (записи) изображения на экране телевизора, где электронный луч
последовательно (построчно) обегает каждую точку экрана. В местах где необходимо, луч экспонирует резист, остальных точках пучок электронов блокируется запиранием электронной пушки, хотя сканирование (изменение тока в системе отклонения) продолжается.
Векторная запись
Электронный луч подаётся только на те места, где необходимо экспонирование, и не подаётся в места, не подлежащие экспозиции. Поэтому весь процесс экспозиции осуществляется значительно быстрее, чем при растровом способе записи.
Запись электронным пучком с изменяющимся размером и формой электронного пучка
В этом случае запись происходит «большим мазком», — по терминологии художников. Так как любой рисунок можно нарисовать с помощью прямоугольников, то нет необходимости растеризовать рисунок на элементарные пикселы, достаточно изменять форму и размер сфокусированного пучка, от маленького прямоугольника до большого. Запись при этом происходит ещё быстрее, чем в векторном способе.

## Системы для электронной литографии
Системы электронной литографии для коммерческих применений имеют стоимость порядка $4 млн и выше. Для научных исследований обычно используют электронный микроскоп, переделанный в систему электронной литографии при помощи относительно дешевых дополнительных устройств (общая стоимость такой установки <100 тыс. долларов США). Эти модифицированные системы позволяли прорисовывать линии с шириной около 20 нм уже с 1990-х годах. Между тем, современное специализированное оборудование позволят получать разрешение лучше 10 нм.

## Производители
Электронная литография применяется для создания масок для фотолитографии (фотошаблонов), при этом традиционно используются системы с одним электронным пучком. Подобные системы производили компании: Applied Materials, Leica, Hitachi, Toshiba, JEOL, Etec.
Несколько производителей установок электронной литографии с середины 2010-х предлагают многопучковые системы создания фотошаблонов для производства монолитных микросхем, при этом производители также предлагают их в качестве установок для непосредственной записи рисунка на больших подложках (безмасочная литография), так как они имеют большую производительность по сравнению с однопучковыми установками, и поэтому могут конкурировать с традиционным фотолитографическим методом при выпуске малых партий микросхем:
- Mapper Lithography (Нидерланды);
- IMS Nanofabrication AG (Vienna, Austria);
- KLA-Tencor Corp. (Milpitas, California) — технология Reflective Electron Beam Lithography (REBL);
- Elionix, Япония.

В таблице в качестве примера приведены характеристики установки фирмы Elionix ELS-F125 (типичные параметры установки с одним пучком):
| Источник электронов — катод электронной пушки         | ZrO2/W — нагревательный элемент                                   |
| Диаметр электронного пучка на ширине полуинтесивности | 1,7 нм при 125 кВ                                                 |
| Минимальная ширина линии                              | около 5 нм при 125 кВ                                             |
| Ток электронного пучка                                | 5 пА...100 нА                                                     |
| Ускоряющее напряжение                                 | 125 кВ, 100 кВ, 50 кВ, 25 кВ                                      |
| Размер записываемой площадки                          | 3000 мкм x 3000 мкм (максимально), 100 мкм x 100 мкм (минимально) |
| Точность позиционирования пучка                       | 0,01 нм                                                           |
| Максимальный размер обрабатываемой пластины           | 20 см (200-мм пластины и 200-мм маски)                            |